# Khwaja Ahmad Abbas
Khwaja Ahmad Abbas (ur. 7 czerwca 1914 w Panipat, zm. 1 czerwca 1987 w Bombaju) – indyjski pisarz, dziennikarz, reżyser, scenarzysta i producent filmowy. 
Studiował na Uniwersytecie Alighar. Tworzył w językach urdu i angielskim. Zasłynął utworami poruszającymi tematy społeczne i religijne. Jego film Wyprawa za trzy morza (1957) startował w konkursie głównym na 11. MFF w Cannes. 
Abbas zasiadał w jury konkursu głównego na 16. MFF w Berlinie (1966).

## Twórczość
Powieści
- 1945: Inquilab
- 1959: Ćar dil ćar rahen ('Cztery serca, cztery drogi')

Zbiory opowiadań
Jego opowiadania Tysiąc nocy na łożu z kamienia, Wróble i Niedoręczony list przedstawiono w opowiadaniach indyjskich Jak słońce.
- 1948: Zafran ke phul ('Kwiaty szafranu')
- 1949: Main kaun hun ('Kim jestem')

## Wybrana filmografia
- 1946: Dzieci ziemi – reżyseria, scenariusz, producent
- 1946: Miasto na dole – scenariusz
- 1951: Włóczęga – scenariusz
- 1955: Miłość i paragraf – scenariusz
- 1957: Wyprawa za trzy morza – reżyseria, scenariusz
- 1973: Achanak – scenariusz

## Odznaczenia
- Order Padma Shri (1969)